# TNA 레슬링 임팩트!
TNA 레슬링 임팩트!(TNA Wrestling Impact!)는 Midway 게임사가 2008년 발매한 TNA 임팩트 시리즈의 첫 작품이다.